# 法務部矯正署臺中看守所
法務部矯正署臺中看守所（簡稱臺中看守所、中所），是中華民國（臺灣）法務部矯正署所屬的看守所之一，該所負責羈押臺灣臺中地方法院及臺灣高等法院臺中分院管轄之刑事案件被告之羈押處所，所內並附設毒品勒戒所。其刑場內，曾槍決過黃主旺、陳瑞欽、陳金火、廣德強等臺灣知名死刑要犯。

## 歷史
1952年7月成立法務部臺灣臺中看守所，原址位於臺中市三民路，隨著市區日趨繁榮，三民路周邊成為人口稠密處，加上羈押刑事被告逐年增加，原有舍房擁擠不堪而已不敷需求，後於1984年在臺中市南屯區番社腳段大肚山腳，價購公有及民有土地十六餘公頃，做為遷建看守所之用地，新舍於1988年8月動土，1991年2月落成啟用，同年3月3日遷至新所。
2011年1月1日法務部矯正署成立，機關隨著改制更名為法務部矯正署臺中看守所。

## 組織
- 所長
  - 副所長
    - 秘書

業務單位
- 戒護科[3]
- 總務科[4]
- 衛生科[5]
- 作業科[6]
- 輔導科[7]

行政單位
- 人事室[8]
- 會計室
- 統計室
- 政風室

## 正在羈押的死刑犯
| 案件                     | 涉案人 | 備註                                                                               |
| ------------------------ | ------ | ---------------------------------------------------------------------------------- |
| 台中老夫婦命案           | 呂文昇 | 吳慶陸被判死刑確定之後，表示不同意聲請釋憲。                                       |
| 輪姦燒下體命案           | 劉榮三 |                                                                                    |
| 移新實業公司姦殺案       | 沈鴻霖 | 與黃錫任、黃啟雄共同姦殺2名女工，且其逃亡14年被捕到案。 黃錫任、黃啟雄已槍決伏法。 |
| 台中小學同學家強盜殺人案 | 唐霖億 | 強盜殺害同學母親後洗劫財物。                                                       |

## 外部連結
- 法務部矯正署臺中看守所（繁體中文） （页面存档备份，存于）